# La Ciotat
La Ciotat (en occitano provenzal La Ciutat) es una villa portuaria francesa de Provenza, en las Bocas del Ródano. Los habitantes se llaman "los ciotadenes" y "les Ciotadennes".

## Geografía

### Situación
La Ciotat es una comuna francesa, situada en el departamento de Bocas del Ródano y en la región Provenza-Alpes-Costa Azul, a 31 kilómetros al este de Marsella.
Situada al fondo de una bahía en forma de cruasán, la villa, adosada al Bec de l'Aigle y al Cabo Canaille - punto culminante de su territorio- hace frente a la mar. 

### Comunas limítrofes
Alrededor de la villa, de oeste a este, se encuentran: 
- Cassis
- Ceyreste
- Saint-Cyr-sur-Mer

## Demografía
| 6 160 | 6 117 | 5 274 | 5 237 | 5 902 | 5 382 | 5 429 | 5 196 | 7 674 | 8 444 | 10 017 | 9 867 | 10 058 | 9 702 | 10 689 | 12 223 | 12 734 | 11 622 | 12 370 | 9 975 | 10 690 | 11 877 | 12 425 | 13 428 | 13 410 | 15 159 | 18 827 | 23 916 | 32 721 | 31 727 | 30 620 | 31 630 | 32 901 | 34 271 |
| Para los censos de 1962 a 1999 la población legal corresponde a la población sin duplicidades (Fuente: INSEE [Consultar]) |       |       |       |       |       |       |       |       |       |        |       |        |       |        |        |        |        |        |       |        |        |        |        |        |        |        |        |        |        |        |        |        |        |

## Historia
El nombre de La Ciotat viene del provenzal La Ciutat y significa La Ciudad. La villa de Ceyreste tomaba su nombre del majestuoso Bec de l'Aigle que domina la villa. Los griegos llamaron a este punto Kitharistès, los romanos le dieron la versión latina, Citharista, que originó Ceyreste.
El primer dato sobre poblamiento en la zona es el asentamiento de tribus neolíticas a finales de 3000 - 2000 a. C. La instalación del primer establecimiento en la ruta marítima de los antiguos navegantes data del siglo V a. C. En esta época, la villa adquirió prosperidad gracias a la pesca y al comercio.
En la Edad Media fue una entidad modesta, dependiente de Ceyreste. En 1429 estallaron luchas en relación con las tierras comunes con Ceyreste, que solucionaron dividiendo el territorio. A partir de entonces, La Ciotat se desarrolló rápidamente.
La epidemia de peste que arrasó Provenza en 1720, se evitó en La Ciotat gracias al coraje y a la organización de sus ciudadanos. Con el fin de protegerse de la plaga, la ciudad cerró sus puertas a los extranjeros. Cuando las tropas de la guarnición de Marsella quisieron refugiarse en la ciudad, los ciudadanos se lo impidieron. El puerto de La Ciotat se transformó en almacén de comercio: las subsistencias y sobre todo el trigo, con destino a Marsella y de allí a Provenza, quedan en tránsito en La Ciotat, evitando el hambre en la región.
El período revolucionario empieza en La Ciotat 1789 con la reunión de la Diputación provincial de las cabezas de familia. En 1800 se sofoca una rebelión, con el nombramiento de un nuevo alcalde de La Ciotat, Bernardin Ramel. Sin embargo, la proliferación de los ataques británicos durante las Guerras Napoleónicas termina por arruinar La Ciotat. Poco a poco, la población disminuye y se empobrece. Cuando cae el Primer Imperio Francés en 1814-15, La Ciotat se encuentra ya muy debilitada.

## Hermanamientos
- Bridgwater, Somerset, Reino Unido, 1957.
- Kranj, Eslovenia, 1958.
- Singen, Bade-Wurtemberg, Alemania, 1958.
- Torre Annunziata, Italia, 2006.

## Patrimonio
De su patrimonio civil, cabe destacar: vestigios de antiguas fortificaciones (fuertes Bérouard y Saint-Antoine), palacio de los hermanos Auguste y Louis Lumière, antiguo hôtel de Grimaldi-Régusse (siglo XVII), antiguo Eden-Concert (el cine más antiguo del mundo).
En cuanto al patrimonio medioambiental, el parque de Mugel, 12 hectáreas de vegetación al pie del Bec de l'Aigle.
Del patrimonio religioso, cabe citar:
- Iglesia de Nuestra Sra. de la Asunción, siglo XVII.
- Capilla de los Penitentes Blancos, siglo XVII.
- Antigua capilla de los Penitentes Azules 1598 y su explanada.
- Capilla de Nuestra Señora de-la-Garde, siglo XVII.
- Capillas de San José, San Juan y de l'Abeille.

## Galería de fotos

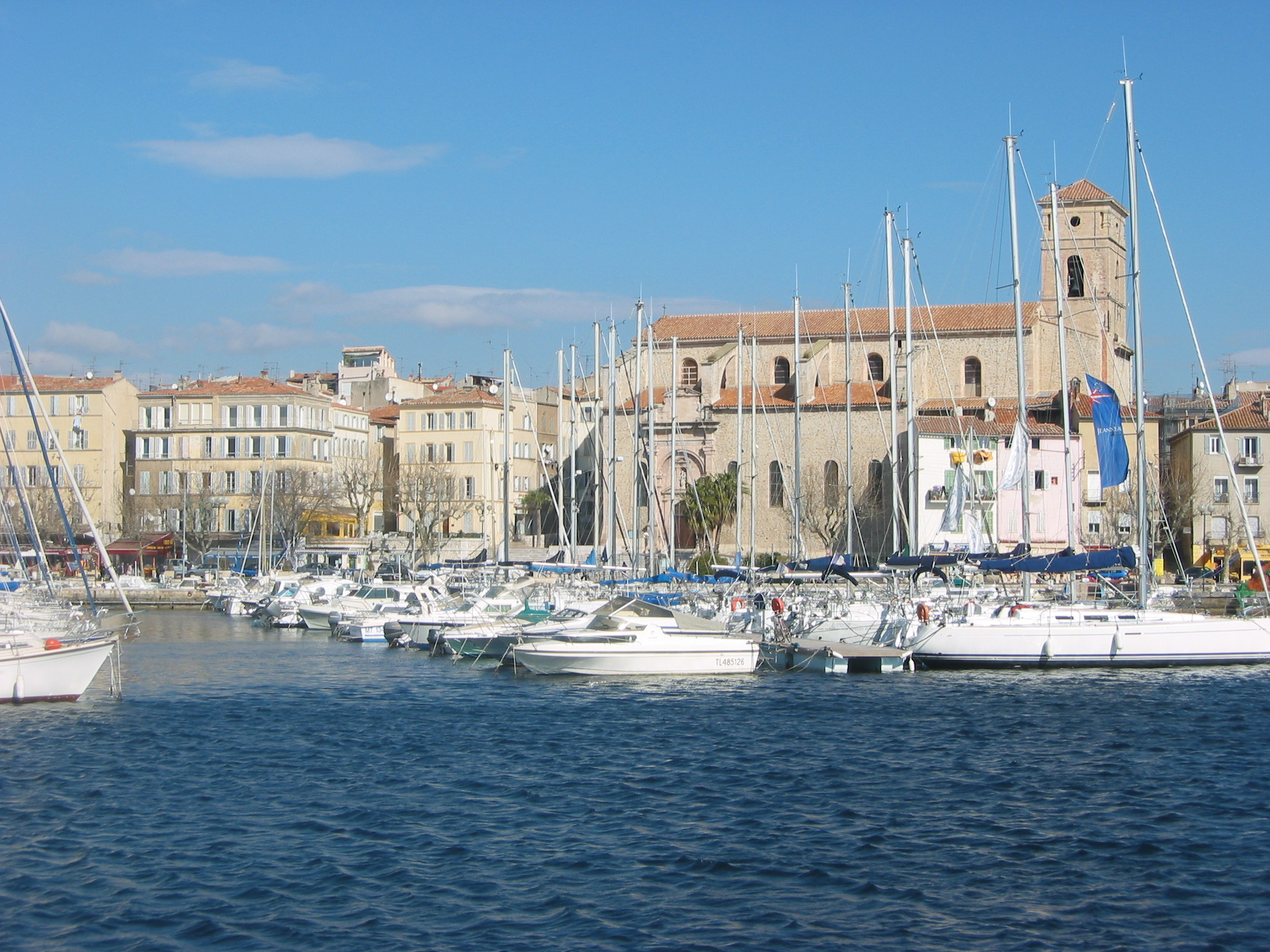
El Viejo Puerto. En primer plano, la iglesia de Nuestra Señora de la Asunción o Nuestra Señora del Puerto
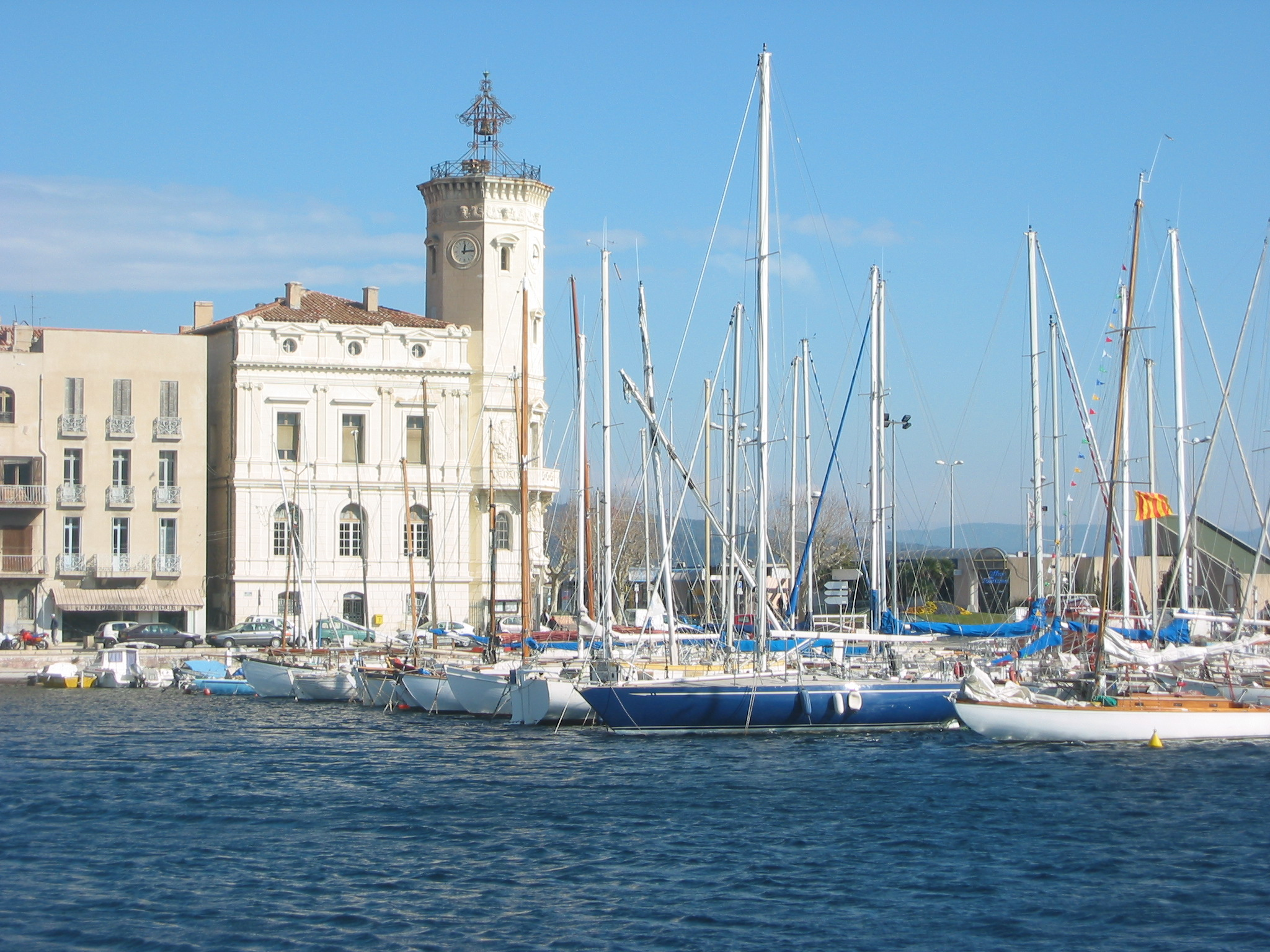
El Viejo Puerto. En primer plano, el Clocher de estilo renacentista del antiguo Hôtel de Ville